# 尖穗飘拂草
尖穗飘拂草（学名：Fimbristylis acuminata），又名披针穗飘拂草，是莎草科飘拂草属的一種植物，分布於印度、東南亞部分地區與澳洲西北部等熱帶區域。本種為多年生植物，具有根莖，全株可生長至約30公分高，於5月至8月開出棕色的花。